# 羅蘭豁口

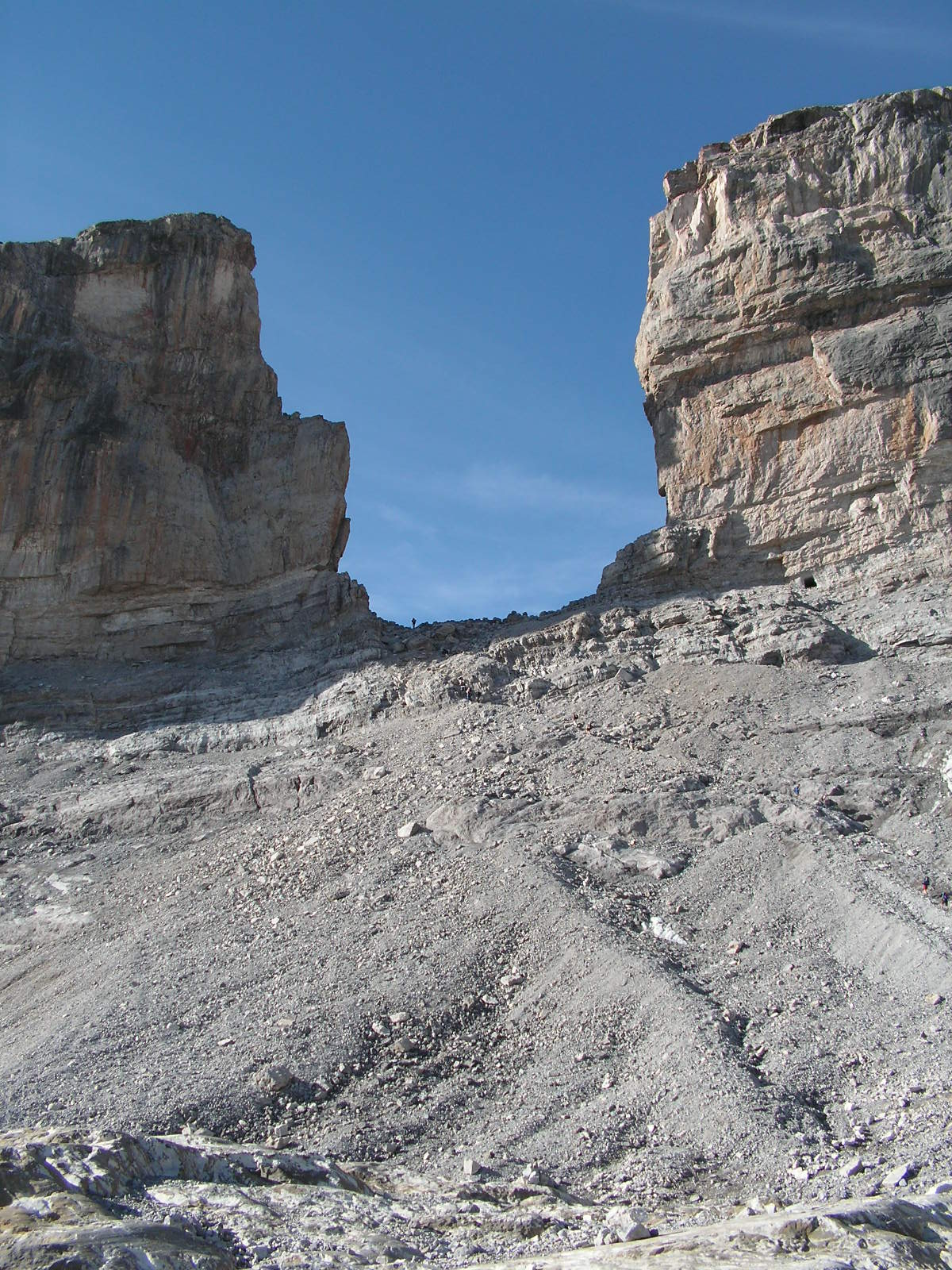

羅蘭豁口（法語：La Brèche de Roland），是比利牛斯山脈的一個天然豁口，位於法國和西班牙兩國國境，奧爾德薩和佩爾迪多山國家公園內。海拔高度2,804米。根据传说，这个豁口是查理曼大帝的侄子罗兰（Roland）创造的。